# 胡彦林
胡彦林（1943年1月—），黑龙江哈尔滨南岗区人；1959年7月入伍参加中国人民解放军，飞行员，海军上将军衔。已退役。是一名非海军出身的海军上将。

## 簡歷
1959年7月高中毕业，通过空军飞行员招飞入伍，参加中国人民解放军，进入空军部队，在空军第一航空预备学校学习一年。1960年进入空军第七航空学校学习飞行，10月加入中国共产党。毕业后即在中国人民解放军空军航空兵部队驾驶歼击机。
后升任空军飞行大队政治处干事、政委。1980年升任空军航空兵29师副政委，1983年任政委。
1986年9月进入国防大学学习，1988年7月毕业回南京军区空军担任政治部副主任，9月被授予空军大校军衔。
1990年6月，胡彦林调任海军航空兵部政治部主任，改为海军大校，7月晋升海军少将。1991年9月进入中共中央党校学习。1993年12月任海军政治部主任，2000年6月任海军副政委。
2003年，海军361潜艇失事后，原海军政委杨怀庆被就地免职，胡彦林接任其职务，成为中国人民解放军第九任海军政委。
2004年6月，晋升海军上将军衔。2008年12月退役。
2010年4月29日，第十一届全国人民代表大会常务委员会第十四次会议通过任命胡彦林为第十一届全国人民代表大会法律委员会副主任委员。
| 军职          | 军职                                             | 军职          |
| ------------- | ------------------------------------------------ | ------------- |
| 前任： 杨怀庆 | 中国人民解放军海军政治委员 2003年6月－2008年12月 | 繼任： 刘晓江 |